# 129980 Catherinejohnson
129980 Catherinejohnson este o planetă minoră (asteroid) din centura de asteroizi. A fost descoperită pe 28 octombrie 1999 la Catalina Station⁠(d) de Catalina Sky Survey. 
Obiectul prezintă o orbită caracterizată de o semiaxă mare de 2,3439299064288 UAi, o excentricitate de 0,26, o înclinație de 5,4 ° în raport cu ecliptica.